# Sandokan (serial animowany)
Sandokan (hiszp. Sandokân) – hiszpański serial animowany z 1991 roku.

## Fabuła
Serial przedstawia przygody słynnego malezyjskiego pirata Sandokana, który walczy o odzyskanie należnego mu tronu Królestwa Sarawaku. Cechą szczególną serialu jest antropomorfizacja postaci – wszystkie role ludzkie są odgrywane przez zwierzęta.

## Wersja polska
W Polsce serial emitowany był na kanale TVP2 w 1994 roku, następnie emitowany w MiniMax. Serial został wydany na kasetach VHS z polskim dubbingiem w latach 90. Istnieje też wersja z lektorem.

### Dubbing
- Wersja polska: Master Film
- Reżyseria: 
  - Elżbieta Jeżewska,
  - Ilona Kuśmierska,
  - Henryka Biedrzycka
- Dialogi: 
  - Elżbieta Kowalska,
  - Krystyna Skibińska-Subocz,
  - Stanisława Dziedziczak
- Dźwięk: 
  - Mariusz Kuczyński,
  - Joanna Napieralska,
  - Urszula Ziarkiewicz,
  - Elżbieta Mikuś,
  - Małgorzata Gil
- Montaż: 
  - Ryszard Lenartowicz,
  - Jan Graboś
- Kierownik produkcji: 
  - Zbigniew Stanek,
  - Jacek Osławski,
  - Romuald Cieślak

Wystąpili:
- Piotr Fronczewski – Narrator
- Krzysztof Gosztyła – Sandokan
- Karina Szafrańska – Marianna
- Tomasz Stockinger – Yanez
- Maciej Damięcki – Krakers
- Marek Lewandowski – Sambigliong
- Jan Kulczycki – Pataan
- Aleksander Mikołajczak – Malko
- Tomasz Kozłowicz – kapitan Giro Burton
- Eugeniusz Robaczewski – lord James
- Krzysztof Kołbasiuk – baron William
- Włodzimierz Bednarski – radża Sardiku
- Zygmunt Hobot – admirał Radży
- Andrzej Arciszewski –
  - król Dajaków (odc. 1),
  - żołnierz wybawca (odc. 2)

- Paweł Galia –
  - Nasumbata (odc. 1),
  - marynarz (odc. 1),
  - Lawrence (odc. 3),
  - Oswald (odc. 3)

- Krystyna Królówna – matka Sandokana (odc. 2)
- Jacek Bursztynowicz – Tybon (odc. 2)
- Mariusz Leszczyński – jeden z piratów Sandokana (odc. 2)
- Andrzej Tomecki – Edward (odc. 3)
- Joanna Jędryka – jeden z gości na uczcie (odc. 3)
- Włodzimierz Nowakowski – 
  - jeden z marynarzy (odc. 2),
  - archiwista (odc. 4)
- Andrzej Precigs –
  - Pisango (odc. 4-5),
  - jeden z gwardzistów (odc. 4)
- Leopold Matuszczak –
  - jeden z gwardzistów (odc. 4),
  - Książę Tremalanaik (odc. 6)
- Roch Siemianowski – Tangus (odc. 6)
- Henryk Łapiński
- Wiesław Machowski
- Tomasz Marzecki
- Aleksander Kalinowski
- Robert Tondera
- Jerzy Złotnicki
- Ryszard Olesiński
- Wojciech Machnicki
- Krystyna Kozanecka
- Mieczysław Gajda
- Andrzej Gawroński
- Zbigniew Suszyński
- January Brunov
- Mirosław Kowalczyk
- Wacław Szklarski

Lektor: Janusz Szydłowski

### VHS
- 1. Sandokan: Piraci z Mompracem[1]
- 2. Sandokan: Polowanie na pirata[2]
- 3.
- 4.
- 5.
- 6. Sandokan: Przyjaciele nie zawodzą[3]

### Wersja filmowa
Sandokan (ang. Sandokan The TV Movie) – wersja okrojona, zmontowana z odcinków serialu. Czas trwania 75 minut. Wersja z angielskim dubbingiem i polskim lektorem.
- Dystrybucja: Starling
- Udźwiękowienie: Hagi Film i Video
- Tekst polski: Piotr Skotnicki
- Lektor: Krzysztof Grębski

## Lista odcinków
| Premiera       | N/o | Polski tytuł                    | Francuski tytuł            |
| -------------- | --- | ------------------------------- | -------------------------- |
|                |     |                                 |                            |
| SERIA PIERWSZA |     |                                 |                            |
|                |     |                                 |                            |
| 29.05.1994     | 01  | Piraci z Mompracem              | Sandokan                   |
|                |     |                                 |                            |
| 05.06.1994     | 02  | Rejs                            | Le moment crucial          |
|                |     |                                 |                            |
| 12.06.1994     | 03  |                                 | Mariana et Sandokan        |
|                |     |                                 |                            |
| 19.06.1994     | 04  |                                 | La maison du pirate        |
|                |     |                                 |                            |
| 26.06.1994     | 05  |                                 | De retour à Mompracem      |
|                |     |                                 |                            |
| 03.07.1994     | 06  | Bunt Dajaków                    | La rébellion des Dayakos   |
|                |     |                                 |                            |
| 10.07.1994     | 07  |                                 | Les côtes de Labuan        |
|                |     |                                 |                            |
| 17.07.1994     | 08  | W paszczy lwa                   | Dans la gueule du loup     |
|                |     |                                 |                            |
| 24.07.1994     | 09  |                                 | Le plan de Yanez           |
|                |     |                                 |                            |
| 31.07.1994     | 10  | Uprowadzenie Marianny           | L’enlèvement               |
|                |     |                                 |                            |
| 07.08.1994     | 11  | Mompraczem w niebezpieczeństwie | Mompracem en péril         |
|                |     |                                 |                            |
| 14.08.1994     | 12  | Wyzwolenie                      | La libération              |
|                |     |                                 |                            |
| 21.08.1994     | 13  | W pułapce                       | L’enlèvement de Damna      |
|                |     |                                 |                            |
| 28.08.1994     | 14  | Porwanie Szarniny               | A la recherche de Damna    |
|                |     |                                 |                            |
| 03.09.1994     | 15  | Spotkanie                       | Les grottes de Remonga     |
|                |     |                                 |                            |
| 10.09.1994     | 16  |                                 | La bataille du marécage    |
|                |     |                                 |                            |
| 17.09.1994     | 17  |                                 | La capture                 |
|                |     |                                 |                            |
| 24.09.1994     | 18  |                                 | La fuite                   |
|                |     |                                 |                            |
| 01.10.1994     | 19  | Przyjaciele nie zawodzą         | Une mauvaise surprise      |
|                |     |                                 |                            |
| 08.10.1994     | 20  | Wspaniały pomysł                | Une idée merveilleuse      |
|                |     |                                 |                            |
| 15.10.1994     | 21  | Uwolnienie Marianny             | Le rapt de Mariana         |
|                |     |                                 |                            |
| 22.10.1994     | 22  |                                 | Sandokan prisonnier        |
|                |     |                                 |                            |
| 29.10.1994     | 23  |                                 | Une plante mortelle        |
|                |     |                                 |                            |
| 05.11.1994     | 24  |                                 | Les retrouvailles          |
|                |     |                                 |                            |
| 12.11.1994     | 25  |                                 | Le sauvetage de Lord James |
|                |     |                                 |                            |
| 19.11.1994     | 26  | Podwójne wesele                 | Un double mariage          |
|                |     |                                 |                            |